# Hoplandrothrips bidens
Hoplandrothrips bidens är en insektsart som först beskrevs av Bagnall 1910.  Hoplandrothrips bidens ingår i släktet Hoplandrothrips, och familjen rörtripsar. Arten är reproducerande i Sverige.